# يرسون كانديلو
يرسون كانديلو (بالإسبانية: Yerson Candelo)‏ (24 فبراير 1988 بكالي في كولومبيا - ) هو لاعب كرة قدم كولومبي في مركز الوسط. شارك مع منتخب كولومبيا تحت 20 سنة لكرة القدم. أما مع النوادي، فقد لعب مع ديبورتيفو كالي.

## وصلات خارجية
- يرسون كانديلو على موقع الاتحاد الدولي (مؤرشف)  (الإنجليزية)
- يرسون كانديلو على موقع قاعدة بيانات كرة القدم.إي يو (الإنجليزية)
- يرسون كانديلو على موقع ناشيونال فوتبول تيمز (الإنجليزية)
- يرسون كانديلو على موقع Soccerway.com (الإنجليزية)
- يرسون كانديلو على موقع عالم كرة القدم.نت (الإنجليزية)
- يرسون كانديلو على موقع AS.com (الإسبانية)